# Everything Everywhere All at Once
Everything Everywhere All at Once (bra: Tudo em Todo o Lugar ao Mesmo Tempo; prt: Tudo em Todo o Lado ao Mesmo Tempo) é um longa-metragem de comédia dramática e surrealista estadunidense lançado em 2022 escrito e dirigido por Daniel Kwan e Daniel Scheinert (também conhecidos como Daniels), que o produziram com Anthony e Joe Russo. A trama gira em torno de Evelyn (Michelle Yeoh) uma imigrante sino-americana que, ao ser auditada pela receita federal, descobre que deve se conectar com versões do universo paralelo de si mesma para evitar que um ser poderoso destrua o multiverso. Stephanie Hsu, Ke Huy Quan, Jenny Slate, Harry Shum Jr., James Hong e Jamie Lee Curtis aparecem em papéis coadjuvantes. O The New York Times chamou o filme de "redemoinho de anarquia do gênero" com elementos de comédia surrealista, ficção científica, fantasia, filmes de artes marciais e animação.
Kwan e Scheinert começaram a trabalhar no projeto em 2010, e sua produção foi anunciada em 2018. A fotografia principal decorreu de janeiro a março de 2020. A trilha sonora traz composições de Son Lux, incluindo colaborações com Mitski, David Byrne, André 3000, John Hampson e Randy Newman. O filme estreou na South by Southwest em 11 de março de 2022 e teve um lançamento limitado nos cinemas nos Estados Unidos em 25 de março de 2022, antes de um amplo lançamento pela A24 em 8 de abril de 2022. Foi um sucesso comercial e arrecadou mais de 107 milhões de dólares em todo o mundo, tornando-se o primeiro filme de A24 a ultrapassar a marca de 100 milhões e superando Hereditary (2018) como seu filme de maior bilheteria. O longa foi lançado em Portugal pela NOS Audiovisuais em 7 de abril de 2022. No Brasil, foi lançado nos cinemas pela Diamond Films em 23 de junho de 2022.
O filme foi recebido com aclamação popular e crítica quase universal, com elogios generalizados em todo o mundo, com destaque para o roteiro do longa, direção, originalidade, criatividade, imaginação, atuação (principalmente de Yeoh e Quan), efeitos visuais, cinematografia, figurino, cabelo e maquiagem, sequências de luta, humor, profundidade, ressonância emocional, mensagem, trilha sonora, edição e valores de produção em geral. O filme também foi elogiado por retratar conceitos filosóficos como existencialismo, niilismo e absurdo, bem como por sua abordagem de temas como TDAH, neurodivergência, depressão, conflito entre gerações e identidade asiático-americana.
Os elogios ao filme o incluiu em várias listas de melhores filmes de 2022, ficando entre os dez melhores filmes de 2022 pelo National Board of Review e pelo American Film Institute, ganhando o Producers Guild of America de Melhor Filme. Entre vários outros prêmios, o longa foi indicado em seis categorias no 80º Globo de Ouro, levando Melhor Atriz em Comédia ou Musical para Yeoh e Melhor Ator Coadjuvante para Quan. No 28º Critics Choice Awards teve 14 indicações, levando cinco prêmios, incluindo Melhor Filme, Melhor Roteiro Original e Melhor Direção. No 29th Screen Actors Guild Awards o filme quebrou um recorde histórico, se tornando o primeiro filme a levar quatro prêmios em uma única noite, incluindo Melhor Elenco, Melhor Atriz, Melhor Ator e Atriz Coadjuvante para Yeoh, Quan e Curtis respectivamente. No maior premiação britânica, o longa teve 10 indicações ao 76º British Academy Film Awards, vencendo Melhor Edição. E no 95th Academy Awards o longa recebeu 11 indicações e, incluindo Melhor Filme, tornando-se o filme mais indicado da cerimônia. Yeoh se tornou a primeira atriz malaia e asiática a receber uma indicação ao Oscar de Melhor Atriz. No dia 12 de março de 2023, o longa recebeu 7 Oscars: Melhor Filme, Direção, Atriz (para Michelle Yeoh), Atriz Coadjuvante (para Jamie Lee Curtis), Ator Coadjuvante (Ke Huy Quan), Roteiro Original e Edição (Paul Rogers).

## Enredo
Evelyn Quan é uma imigrante sino-americana de meia-idade que dirige uma lavanderia com o marido, Waymond Wang. Duas décadas antes, eles fugiram para os Estados Unidos e tiveram uma filha, Joy. A lavanderia está sendo auditada pela receita federal, Waymond está tentando entregar os papéis do divórcio a Evelyn e o exigente pai de Evelyn, Gong Gong, está os visitando para sua festa de Ano Novo Lunar. Joy quer que sua mãe aceite sua namorada não chinesa, Becky, mas Evelyn a apresenta a Gong Gong como a "boa amiga" de Joy.

### Parte 1: Tudo
Em uma reunião tensa com a inspetora da receita federal Deirdre Beaubeirdre, o corpo de Waymond é assumido por Alpha-Waymond, uma versão de Waymond do "Alphaverse". Alpha-Waymond explica a Evelyn que existem muitos universos paralelos porque cada escolha de vida cria um novo universo alternativo. O Alphaverse, liderado pela falecida Alpha-Evelyn, desenvolveu a tecnologia "salto verso", que permite que as pessoas acessem as habilidades, memórias e corpos de seus eus de um universo paralelo, realizando ações bizarras que são estatisticamente improváveis. Alpha-Evelyn fez com que a Alpha-Joy usasse o salto verso diversas vezes devido a ela exibir um talento para isso, mas acabou quebrando sua mente. Ela então começou a existir em todos os universos ao mesmo tempo, dando a ela imenso poder e conhecimento, e supostamente odiava todas as Evelyns. Ela agora tem o nome de "Jobu Tupaki". Alpha-Waymond também avisa que Jobu está construindo algum tipo de dispositivo (semelhante a um buraco negro) para acabar com o multiverso.
Evelyn recebe a tecnologia de salto verso para lutar contra os seguidores de Jobu, que convergem para o prédio da receita federal. Ela descobre outros universos nos quais fez escolhas diferentes e floresceu, como se tornar uma estrela de cinema e mestre de kung fu. Ela luta contra uma versão de Deirdre que é leal a Jobu. Ela também fica sabendo dos planos de divórcio de Waymond. Quando um grupo de policiais chega e começa a prender Evelyn e ajudar Waymond e Deirdre inconscientes (que voltou ao normal), Joy aparece vestindo uma roupa de Elvis e passeando com um porco. A polícia manda ela ir embora, mas ela se recusa e desrespeita os policiais. Evelyn a ataca, mas ela é ignorada. Joy começa a lutar contra os policiais. Quando ela começa a matá-los, ela troca de roupa com frequência, para grande confusão de Evelyn. Depois de matar o último policial, ela aparece na frente de Evelyn em um traje de golfe. Evelyn a identifica como "Juju Tabootie". Evelyn culpa Jobu por corromper sua filha e causar sua homossexualidade. Evelyn diz que vai derrotá-la, preparando-se para usar seu kung fu para atacar Jobu. No entanto, ela acessa o universo errado, onde os humanos evoluíram com salsichas no lugar dos dedos. Evelyn é impotente. Jobu se oferece para explicar. Ela diz a Evelyn que desde que sua mente se fragmentou, ela está entediada com a insignificância de tudo. Um dia, ela decidiu colocar tudo o que existe em um bagel, de esperanças e sonhos a todas as raças de cães, zombando de todos os sabores de um bagel. Ele explodiu e se tornou uma espécie de buraco negro. Ela mostra a Evelyn o bagel e sua mente começa a desmoronar lentamente como a de Jobu. No entanto, Alpha-Gong Gong aparece e a deixa inconsciente. Alpha-Waymond acredita que esta Evelyn, tendo feito as escolhas mais erradas e falhas, dá a ela muitos universos para escolher e, portanto, o maior potencial para derrotar Jobu. Gong Gong é assumido por Alpha-Gong Gong, que instrui Evelyn a matar Joy para impedir que Jobu a use para entrar no universo de Evelyn. Evelyn se recusa e decide enfrentar Jobu ganhando poderes por meio de repetidos saltos versos. Alpha-Gong Gong, convencido de que a mente de Evelyn foi comprometida como a de Jobu, envia soldados atrás de Evelyn. Enquanto eles lutam, Jobu localiza e mata Alpha-Waymond no Alphaverse. Enquanto Jobu confronta Evelyn em seu universo, a mente de Evelyn se estilhaça e ela desmaia.

### Parte 2: Em Todo Lugar
A consciência de Evelyn salta incontrolavelmente ao lado de Jobu em universos bizarros e diversos. Jobu revela que não quer lutar, mas que em vez disso está procurando por uma Evelyn que possa ver, como ela, que nada importa, enquanto mata as Evelyn que não importam. Ela traz Evelyn para o bagel de tudo, explicando que quer usá-lo para permitir que ela e Evelyn morram de verdade. Ao olhar para o bagel, Evelyn é persuadida e começa a agir de forma niilista em seus outros universos, ferindo emocionalmente aqueles ao seu redor.
Quando Evelyn está prestes a entrar no bagel com Jobu, ela faz uma pausa para ouvir os apelos de Waymond em seu universo para que todos parem de lutar e, em vez disso, sejam gentis mesmo quando a vida não fizer sentido. Evelyn tem uma epifania existencialista e decide seguir o conselho de Waymond, usando seus poderes multiversos para descobrir o que machuca aqueles ao seu redor e os traz felicidade. Ao fazer isso, ela repara seus danos nos outros universos e neutraliza Alpha-Gong Gong e os lutadores de Jobu. Em seu universo doméstico, Evelyn se reconcilia com Waymond, conta a Gong Gong sobre o relacionamento de Joy e Becky e conversa com Deirdre depois que Waymond a convence a deixar Waymond e Evelyn refazer seus impostos. Jobu decide entrar no bagel sozinho enquanto, simultaneamente como Joy no universo de Evelyn, implora a Evelyn para deixá-la ir. Evelyn diz a Joy que mesmo quando nada faz sentido e mesmo que ela possa estar em qualquer outro lugar do multiverso, ela sempre gostaria de estar com Joy. Evelyn e os outros salvam Jobu do bagel, e Evelyn e Joy se abraçam.

### Parte 3: Ao Mesmo Tempo
Algum tempo depois, com as relações da família melhoradas, eles voltam ao prédio da receita federal para reaver seus impostos. Enquanto Deirdre fala, a atenção de Evelyn é momentaneamente atraída para seus eus alternativos e para o multiverso antes de ela se estabelecer de volta em seu universo doméstico.

## Elenco
- Michelle Yeoh como Evelyn Quan Wang, dona de lavanderia insatisfeita e oprimida; e como várias outras versões de Evelyn em universos alternativos.

- Stephanie Hsu como Joy Wang, filha de Evelyn; e Jobu Tupaki, a filha onicida de Alpha-Evelyn cujo crescente niilismo é uma ameaça para todo o multiverso.

- Ke Huy Quan como Waymond Wang, o calmo e bobo marido de Evelyn, cujo existencialismo é o antídoto para o niilismo de Jobu; e como Alpha-Waymond, do Alphaverse; e outras versões de Waymond em universos alternativos.

- James Hong como Gong Gong (em cantonês, "avô"), pai exigente de Evelyn; e Alpha-Gong Gong, o pai de Alpha-Evelyn no Alphaverse que quer que Evelyn sacrifique Joy para impedir Jobu.

- Jamie Lee Curtis como Deirdre Beaubeirdre, inspetora da receita federal; e como várias outras versões de Deirdre em universos alternativos.

- Jenny Slate como Debbie the Dog Mom, uma cliente da lavanderia.

- Harry Shum Jr. como Chad, um chef de teppanyaki que trabalha ao lado de uma Evelyn alternativa em outro universo.

Além disso, Tallie Medel aparece como Becky Sregor, namorada de Joy; Biff Wiff aparece como Rick, um cliente de lavanderia; Sunita Mani e Aaron Lazar aparecem como atores em um filme musical que Evelyn assiste; Audrey Wasilewski e Peter Banifaz aparecem como Oficiais Alpha RV; Andy Le e Brian Le aparecem como Alpha Trophy Jumpers; e Michiko Nishiwaki aparece como oponente e co-estrela de kung-fu de Evelyn.
Randy Newman, que cantou em noves filmes da Disney-Pixar, aparece como a voz de Raccacoonie, uma referência ao filme de animação da Pixar, Ratatouille (2007); ele é creditado como artista de destaque na faixa "Now We're Cookin'". Daniel Scheinert e Daniel Kwan têm participações especiais no filme, o primeiro como gerente distrital, enquanto o último tem participações especiais não creditadas como um homem sugado para o bagel e um assaltante.

## Produção

### Desenvolvimento e escrita
Os co-diretores Daniel Kwan e Daniel Scheinert começaram a pesquisar o conceito de multiverso já em 2010, depois de serem expostos ao conceito de realismo modal no documentário de Ross McElwee, Sherman's March (1986). Kwan descreveu o lançamento do filme de animação Spider-Man: Into the Spider-Verse (2018), que também lida com um conceito multiversal, como "um pouco perturbador porque pensamos, 'Oh merda, todo mundo vai nos derrotar nessa coisa em que estamos trabalhando.'” Ele também afirmou: “Assistir a segunda temporada de Rick and Morty foi realmente doloroso. Foi uma experiência realmente frustrante. Então parei de assistir Rick and Morty enquanto escrevíamos este projeto."
Durante os primeiros rascunhos do roteiro, os diretores planejaram que o personagem principal fosse um professor e tivesse transtorno de déficit de atenção e hiperatividade (TDAH) não diagnosticado; por meio de sua pesquisa para o projeto, Kwan descobriu que tinha TDAH não diagnosticado.
Cenas em que Evelyn treina artes marciais e se torna uma estrela de filmes de ação foram visualmente e contextualmente inspiradas nos filmes de Wong Kar-wai. Chris Lee do Vulture, escreve que eles "conjuram um clima de desejo romântico requintado que é instantaneamente reconhecível como uma das obras de Wong." O universo em que Evelyn e Joy são rochas foi influenciado pelo livro infantil Sylvester and the Magic Pebble (1969) e pelo videogame Everything (2017).
Kwan disse que a ideia do bagel de tudo "começou apenas como uma piada descartável". Scheinert disse que eles passaram um tempo tentando desenvolver a religião dos seguidores do bagel, mas encontraram complicações: "[Jobu Tupaki] é um niilista; deveria haver um dogma? Um livro? Quais deveriam ser suas práticas como religião? O bagel pegou porque se tornou um símbolo tão útil e simples que poderíamos apontar como cineastas. E você não precisa explicá-lo muito além da piada."

### Elenco

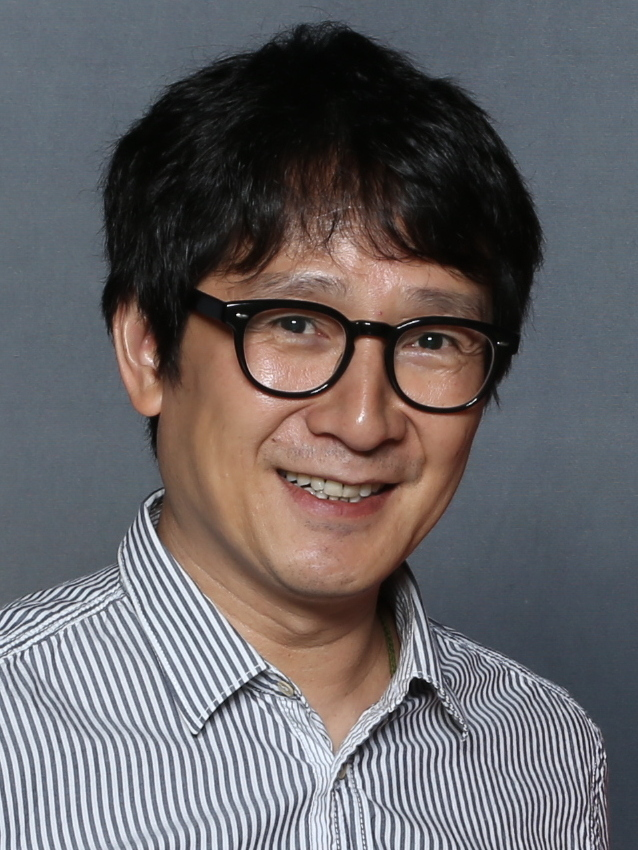
Everything Everywhere All at Once marcou o retorno de Ke Huy Quan (foto em 2018) para atuar desde sua aposentadoria em 2002.

O roteiro foi escrito para Jackie Chan até que Kwan e Scheinert rescreveram a protagonista como mulher, sentindo que tornaria a dinâmica marido-mulher na história mais identificável.
A personagem principal do novo roteiro foi inicialmente chamada de Michelle Wang, de acordo com Michelle Yeoh, que disse: "Se você perguntar aos Daniels, quando eles começaram este rascunho, eles se concentraram em 'Bem, estamos fazendo isso pra Michelle Yeoh'". O nome do personagem acabou sendo alterado para Evelyn. Apesar dos paralelos entre ela e o universo em que Evelyn é uma artista marcial e estrela de cinema, Yeoh se opôs a nomear a personagem de Michelle. "Evelyn merece que sua própria história seja contada. Esta é uma mãe muito comum [e] dona de casa que está tentando ao máximo ser uma boa mãe para sua filha, uma boa filha para seu pai, uma esposa que está tentando manter a família unida ", ela disse. "Não gosto de integrar, Michelle Yeoh, aos personagens que interpreto, porque todos merecem sua própria jornada e suas histórias a serem contadas."
Foi anunciado em agosto de 2018 que Yeoh e Awkwafina foram escalados para estrelar o que foi descrito como um "filme de ação interdimensional" de Kwan e Scheinert, com Anthony e Joe Russo contratados para produzir. Awkwafina deixou o projeto em janeiro de 2020 devido a conflitos de agenda e foi substituída por Stephanie Hsu. James Hong, Ke Huy Quan e Jamie Lee Curtis se juntaram ao elenco. Isso marcou o retorno de Quan à atuação no cinema, da qual ele se aposentou em 2002 devido à falta de oportunidades. Kwan e Scheinert foram inspirados a escalar Quan depois de ver um meme do político Andrew Yang sendo mostrado como uma versão adulta de Short Round, o personagem de Quan em Indiana Jones and the Temple of Doom (1984). Eles estavam curiosos para saber o que Quan estava fazendo e descobriram que ele tinha a idade certa para Waymond; coincidentemente, Quan decidiu voltar a atuar no mesmo período antes de ser abordado para o papel. Jeff Cohen, ex-co-estrela de Quan em The Goonies (1985), atuou como seu advogado para negociar seu acordo para o filme.

### Filmagens
A fotografia principal começou em janeiro de 2020, com a A24 anunciando que financiaria e distribuiria o filme. As filmagens duraram 38 dias, principalmente em Simi Valley, Califórnia. Grande parte do filme foi filmado em overcranked para acomodar o remapping de tempo extenso na pós-produção. Os Daniels disse que as cenas de luta de kung-fu do filme foram filmadas com rapidez incomum; por exemplo, a luta da pochete foi filmada em um dia e meio. As filmagens terminaram no início de março de 2020, durante o início da pandemia de COVID-19 nos Estados Unidos. O primeiro corte tinha cerca de 170 minutos.

## Temas
Everything Everywhere All at Once incorpora elementos de vários gêneros e mídias cinematográficas, incluindo comédia absurda, ficção científica, fantasia, filmes de artes marciais e animação. A. O. Scott, do The New York Times, descreveu o filme como um "redemoinho de anarquia de gênero", explicando que "enquanto as sequências de ação agitadas e voos de ficção científica mumbo-jumbo são uma grande parte da diversão (e do marketing), eles não são realmente o ponto. [O filme é] um drama doméstico agridoce, uma comédia conjugal, uma história de luta imigrante e uma balada cheia de dor de amor mãe-filha."
O filme explora os conceitos do significado da vida e várias filosofias associadas, e particularmente os opostos do existencialismo e do niilismo; de acordo com Charles Bramesco, do The Guardian, "O bagel de tudo e seu controle sobre a filha de Evelyn se prestam à declaração climática de que não há nada pior do que se submeter ao niilismo tão na moda com a próxima geração. Nossa única esperança de recurso é abraçar todo o amor e beleza que nos cercam, se estivermos presentes o suficiente para vê-los." Esse niilismo também é incorporado à exploração do filme sobre a identidade asiático-americana. Anne Anlin Cheng escreveu no The Washington Post: "Não é apenas o multiverso agindo como uma metáfora para a experiência imigrante asiático-americana, ou uma parábola conveniente para os deslocamentos e divisões de personalidade sofridas por cidadãos hifenizados (isto é, "ásio-americanos"). Também se torna um veículo bastante inebriante para confrontar e negociar o pessimismo asiático", um termo que ela usa em referência ao afro-pessimismo.
Clint Worthington, da Consequence, escreveu que "apesar de todo o seu absurdo dadaísta e ritmo pisque de se você perder, os Daniels entrelaçam as possibilidades caóticas do multiverso em uma história coesa sobre as dores da estrada não percorrida e a necessidade de esculpir seu próprio significado em um universo sem sentido." Descrevendo o modus operandi de Jobu Tupaki, Worthington observa "a contradição viva que é o bagel de tudo: se você colocar tudo em um bagel, o que sobrará? E se você experimentou tudo o que o multiverso pode oferecer, qual é o sentido de qualquer nisso tudo?" Kwan disse que o conceito do bagel "Nos permitiu falar sobre niilismo sem revirar os olhos. E cria um MacGuffin: um dispositivo do juízo final. Se na primeira metade do filme, as pessoas pensam que o bagel está aqui para destruir o mundo, e na segunda metade você percebe que é uma pessoa deprimida tentando se destruir, apenas joga fora tudo sobre filmes de ação e transforma em algo mais pessoal.”
O filme se envolve textualmente e meta-textualmente com o "mundo real" do espectador. Os críticos observaram que uma versão de Evelyn — uma famosa estrela de cinema de artes marciais — é um retrato da própria Yeoh, que a experiência de Ke Huy Quan como coordenador de dublês é usada diégeticamente nas cenas de luta de Waymond e que a transformação de James Hong em "um personagem mais sinistro com inglês fluente e estrategista maquiavélico" é paralelo ao seu personagem Lo Pan em Big Trouble in Little China (1986).

## Recepção

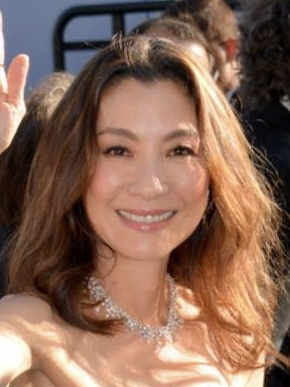
O desempenho de Michelle Yeoh recebeu aclamação universal da crítica, valendo-lhe o Oscar de Melhor Atriz, com alguns críticos considerando seu desempenho o melhor de sua carreira.

No site agregador de críticas Rotten Tomatoes, 94% das 405 críticas são positivas para o filme e a avaliação média é de 8,5/10. O consenso do site diz: "Liderado por uma excelente Michelle Yeoh, Everything Everywhere All at Once faz jus ao seu título com um ataque habilmente calibrado aos sentidos." O Metacritic atribuiu ao filme uma pontuação média ponderada de 81 em 100, com base em 55 críticos, indicando "aclamação universal". O público entrevistado pela PostTrak deu uma pontuação positiva de 89%, com 77% dizendo que definitivamente o recomendariam.
David Ehrlich, do IndieWire, chamou o filme de "uma obra orgiástica de gênio estúpido", elogiando a direção e as atuações, principalmente de Yeoh, chamando-o de "a melhor atuação que Michelle Yeoh já deu". David Rooney, do The Hollywood Reporter, chamou-o de "um saque freneticamente planejado do paraíso do drogado [que] é insanamente imaginativo e muitas vezes muito divertido", elogiando o elenco e a trilha sonora, mas achou o manejo do tema subjacente da história desanimador. Em sua crítica para RogerEbert.com, Marya E. Gates elogiou o desempenho de Yeoh, escrevendo: "Yeoh é a âncora do filme, dado um papel que mostra sua ampla gama de talentos, desde suas excelentes habilidades em artes marciais até seu soberbo timing cômico para sua habilidade de escavar profundezas infinitas de emoções humanas ricas, muitas vezes apenas a partir de um olhar ou de uma reação." Charles Bramesco elogiou os Daniels por construir uma "expressão grande, elaborada, polida e detalhada de uma visão", Amy Nicholson do The Wall Street Journal escreveu: "Ao longo de quase duas horas e meia de tempo de execução, as ambições do filme dobram e dobram novamente, como se fosse uma placa de Petri repleta das ideias mais loucas do Sr. Kwan e do Sr. Scheinert.
Alguns críticos consideraram o desempenho de Yeoh o melhor de sua carreira. Em sua crítica para a Vanity Fair, Maureen Ryan destacou isso, escrevendo: "Yeoh imbui Evelyn com tons comoventes de melancolia, arrependimento, determinação e curiosidade crescente" e acrescentando que ela "faz seu abraço de a energia do personagem principal é positivamente emocionante." Adam Nayman do The Ringer referiu-se ao filme como "uma carta de amor para Yeoh [e] extremamente comovente, dando à sua estrela de 59 anos a chance de exercitar músculos de atuação inesperados enquanto revisita a coreografia de luta altíssima que fez tornou-a um ícone global na década de 1990". Em sua crítica para o Chicago Sun-Times, Jake Coyle escreveu que embora "possa beirar a sobrecarga, é essa sensação libertadora de possibilidade ilimitada que o filme deixa você preenchido, tanto em sua diversão livre e em que vale tudo quanto em seu retrato surpreendentemente terno do desespero existencial”. Tasha Robinson do Polygon nomeou a cena de Evelyn e Joy Wang como pedras com seus diálogos aparecendo como legendas na tela, ao mesmo tempo em que tenta encontrar um terreno comum, como uma das melhores cenas de filme de 2022, dizendo "... é um momento perfeito. Como tantas sequências EEAAO, ele gira entre emoções em um centavo. Mas a tranquilidade do momento é essencial. Fora do contexto, é apenas um momento estranho entre pedras. Mas dentro do contexto do filme, é uma pausa que o público e os personagens precisam desesperadamente, e as emoções são tão intensas que apenas a visão da rocha-Joy e da rocha-Evelyn compartilhando uma risada amigável é extremamente animador e hilário.
Críticas divergentes incluem a de Richard Brody para The New Yorker, que o descartou como um "filme de direção de longa-metragem cínico e doentio para um filme da Marvel", e a de Peter Bradshaw para The Guardian que o descreveu como "um informe alarde de nada em lugar nenhum durante um longo período de tempo".
Armond White, da National Review escreveu: "Os viciados em Marvel que nunca ouviram falar de Kafka, Buñuel ou Chuck Jones caem facilmente na farsa da entropia. Os Daniels recusam a convenção narrativa para representar o declínio gradual de nossa cultura na desordem.... O filme é mensagem final: "Seja gentil", dita por duas pedras. É um paliativo infantil... Yeoh traz estabilidade adulta ao caos do blackout e ao elenco de palhaços "humanos estúpidos". Mas os Daniels reduzem a vida a "apenas uma estatística". inevitabilidade, não é nada especial.""
Bertin Huynh escreveu no The Guardian que o filme "destila filosofias do Leste Asiático como nenhum outro antes" e que "seu coração de pensamento budista e taoísta é o que torna Everything Everywhere verdadeiramente grande", mas criticou a mensagem do filme como "muitas vezes perdida por um público ocidental" e "totalmente emblemático do desprezo de Hollywood pelas conquistas e histórias asiáticas".
The New York Times nomeou o personagem Jobu Tupaki, interpretada por Hsu, uma das 93 "pessoas" mais elegantes de 2022.

### Legado e impacto cultural
O filme foi considerado uma conquista inovadora no meio do cinema independente por seus valores de produção, temas, história e representação positiva na tela dos asiático-americanos, e tem sido frequentemente citado como um dos melhores filmes de ficção científica de seu tempo. Em 2023, a Screen Rant classificou-o como o "Melhor Filme da década de 2020 (até agora)", chamando-o de "melhor e mais emocionante filme" sobre o multiverso e um "ponto de virada após a queda nas bilheterias da pandemia de COVID-19 e a década de 2010 centrada em super-heróis". O site também o incluiu em sua lista de filmes da década que são "destinados a se tornarem clássicos", chamando-o de "um ator de ficção científica extremamente divertido e um drama familiar profundamente comovente". Foi classificado em 2º lugar na lista da MovieWeb dos "Melhores Filmes LGBTQ+ da década de 2020 (até agora)" e em 13º lugar na lista de "20 Filmes que Exigem Toda a Sua Atenção do Início ao Fim". Para a última lista, Taryn Flaherty escreveu: "... não há um segundo deste filme excêntrico de 139 minutos que não exija sua atenção dedicada. Com o multiverso impulsionando a narrativa da história, não deve ser surpresa que cada os detalhes deste filme exigirão que o espectador permaneça focado." Marie Claire o incluiu em sua lista dos "100 melhores filmes de todos os tempos". Em 1º de janeiro de 2024, a Rolling Stone classificou-o em 49º lugar em sua lista inaugural de "Os 150 melhores filmes de ficção científica de todos os tempos", escrevendo "À medida que os personagens saltam de universo em universo (incluindo aquele onde a humanidade evoluiu para têm... dedos de cachorro-quente?) e emprestam habilidades de seus colegas, os Daniels nunca perdem de vista as emoções desgastadas que ainda unem os três personagens principais, o que por sua vez mantém as maquinações metafísicas claras e fáceis de seguir."
A IndieWire classificou-o em 8º lugar em sua lista dos "50 melhores filmes de ação do século 21" e em 5º lugar em sua lista dos "62 melhores filmes de ficção científica do século 21". Ele ficou em 33º lugar nalista dos "Melhores Filmes de Todos os Tempos" da Comic Book Resources. Ele liderou a lista do Collider dos "10 melhores filmes de ação da década de 2020 até agora", com Robert Lee III escrevendo que o filme "se tornou um clássico do cinema de ação moderno tão icônico e imediatamente amado, graças em parte a sua exibição de ação altamente criativa e inventiva. Ser capaz de combinar kung fu altamente coreografado com uma história de ficção científica de alto conceito e uma grande dose de comédia peculiar cria uma combinação perfeita que ressoa profundamente com o público moderno. Ainda mais do que suas excelentes técnicas cinematográficas, o filme também tem um núcleo emocional surpreendentemente eficaz, capaz de evocar emoções poderosas com sua história e personagens profundamente interpessoais." O AV Club incluiu a personagem Evelyn Wang em sua lista das "15 melhores mães de cinema de todos os tempos", com Cindy White escrevendo que o "... amor da personagem por sua filha atravessa universos e abrange realidades. É tão forte, você pode senti-lo passando pela tela, mesmo quando os dois são pedras."  O filme tem sido referenciado na cultura popular desde seu lançamento, principalmente um easter egg durante uma cena do filme de animação Spider-Man: Across the Spider-Verse (2023), em que um outdoor apresentando um bagel com uma paródia do título do filme "Tudo sempre em todo lugar" aparece ao fundo.

Um espectador resumiu o objetivo do filme como responder à necessidade da humanidade de 'significado' em vez de 'niilismo', escrevendo "... sua declaração sobre a necessidade dos humanos de significado em vez do niilismo apenas grita Everything Everywhere All at Once para mim. [Esse filme] tem tudo a ver com superar o niilismo, vendo significado no amor."